# (A) Senile Animal
(A) Senile Animal è il quindicesimo album del gruppo statunitense dei Melvins, pubblicato il 10 ottobre 2006 dalla Ipecac Recordings. È il primo album registrato in studio dal 2002, anno di pubblicazione di Hostile Ambient Takeover. Per la realizzazione di questo album, i Melvins si sono avvalsi della collaborazione dei membri dei Big Business, Coady Willis e Jared Warren.

## Formazione
- Buzz Osborne - voce, chitarra
- Jared Warren - basso
- Dale Crover - batteria
- Coady Willis - batteria

## Tracce
1. The Talking Horse – 2:41
2. Blood Witch – 2:45
3. Civilized Worm – 5:57
4. A History of Drunks – 2:20
5. Rat Faced Granny – 2:41
6. The Hawk – 2:35
7. You've Never Been Right – 2:30
8. A History of Bad Men – 6:43
9. The Mechanical Bride – 6:26
10. A Vast Filthy Prison – 6:44